# Isla de Malpelo
Malpelo es una isla oceánica ubicada en la región del Pacífico perteneciente a Colombia, es además, con Gorgona, la única isla de Colombia en dichas aguas. Parte del departamento del Valle del Cauca, y bajo la jurisdicción especial de Buenaventura.

## Geografía

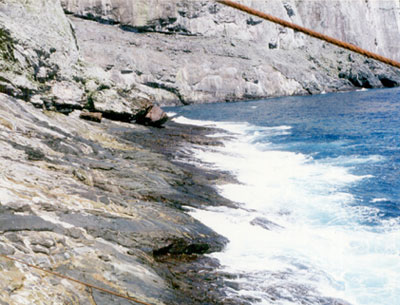
Acantilados de Malpelo

Malpelo posee costas acantiladas de formación volcánica, que emergen desde más de 4000 m de profundidad. Cerca de 35 ha de superficie emergida; la isla principal tiene 1643 m de largo, un ancho máximo de 727 m y una altura máxima sobre el nivel del mar de 360 m s. n. m., en el Cerro de la Mona. Está rodeada por 11 islotes de tamaño pequeño distribuidos así: 4 en el extremo norte conocidos como «Los Mosqueteros» (Athos, Porthos, Aramis y D'Artagnan), 2 en el oriente llamados Vagamares y La Torta, 5 en el extremo sur conocidos como La Gringa, Escuba, y «Los Tres Reyes» (Saúl, David y Salomón).

### Geología
La isla de Malpelo está localizada en la Cuenca de Panamá, considerada como una región tectónicamente compleja, ya que ahí convergen las placas de  Nazca y Cocos, un centro activo de expansión del fondo marino. Malpelo se formó hace 17 o 20 millones de años (Mioceno inferior) y para ese entonces la isla era 10 veces más grande. La geomorfología actual de la isla es producto de la erosión marina, las precipitaciones y los fuertes vientos.
Aunque el aporte de excrementos es alto, no se han formado depósitos de guano como en otras islas del Pacífico, ya que, debido a las fuertes pendientes y a la elevada precipitación, la mayoría son lavados y escurren hacia el mar. Otra parte de los excrementos es consumida por la fauna invertebrada y por uno de los lagartos. En la isla existen algunos sectores en donde ha sido posible la formación de suelos, la mayoría meteorizados por acción del clima. Existen varios tipos de rocas ígneas: dacitas, traquitas, basaltos y andesitas.

### Hidrografía
Las características del medio marino están fuertemente influenciadas por los patrones de corrientes que recorren la zona. La región de Malpelo es un punto de confluencia de varias corrientes importantes de la Cuenca del Pacífico y la Ensenada de Panamá, lo que indudablemente ha influido en la especial composición de su particular fauna marina.  

### Clima
En Malpelo la temperatura ambiente es de 26° y 28 °C. Confluyen los vientos Alisos del hemisferio norte con los del hemisferio sur, en la llamada zona de convergencia intertropical. 

### Ecosistemas
Litorales rocosos y arrecifes de coral.

### Población
En Malpelo no hay asentamientos humanos y hasta ahora todo indica que nunca los hubo. En la isla sólo existe un destacamento militar de la Armada de la República de Colombia desde el año 1986, y las construcciones y el área de influencia no supera el 7% de su superficie. Gracias a la posición geográfica de esta isla y a la distancia que la separa del continente, Colombia tiene derechos económicos sobre un mar territorial mucho mayor y a ciertos derechos sobre la Antártida, según la Teoría de la defrontación.

## Vegetación y flora
La flora terrestre y submarina es escasa. Sobre las superficies expuestas de la isla y de los islotes crecen principalmente microalgas, líquenes (Caloplaca, Candelabria, Lecidea y Pyxine), musgos y un helecho rastrero (Pityrogramma dealbata). Tan solo unos pocos parches de pastos conforman la vegetación superior.
Bajo el agua y en las zonas intermareales alrededor de la isla crecen algunas algas marinas. Los excrementos aportados por los miles de aves marinas al sistema son la principal fuente de nutrientes para la vegetación.

## Fauna
Su aislamiento ha favorecido la aparición de endemismos. Malpelo posee varias especies de animales endémicos, como el cangrejo terrestre (Gecarcinus malpilensis), la lagartija de Malpelo (Anolis agassizi), el lagarto punteado (Diploglossus millepunctatus) y el gecko colombiano de dedos de hoja (Phyllodactylus transversalis).

### Invertebrados
Las investigaciones sobre la fauna de invertebrados de la isla realizadas por Henk Wolda durante la expedición del Smithsonian en 1972 y por Elvia González del Instituto Von Humboldt durante el Crucero Oceanográfico organizado por la Unidad de Parques Nacionales en mayo de 1998 son las mejor documentadas hasta la fecha.
Se recogieron ejemplares de 2 phyla, (Annelida y Arthropoda), repartidos a su vez en 26 órdenes, 48 familias y aproximadamente 70 especies diferentes.
Odontomachus bauri es la única especie de hormiga de la isla. Fue introducida por el hombre en Malpelo y Galápagos y se distribuye ampliamente por la Región Neotropical. Sin embargo, las hormigas obreras de Malpelo, presentan un patrón de coloración diferente a sus parientes del continente.
Existe una especie endémica de escarabajo, del género (Platynus) dentro de la familia Carabidae (subfam. Harpalinae;tribu Platynini). Su morfología externa es bastante diferente a otras especies del género que aparecen en el continente (Colombia y Ecuador).
En cuanto a fauna marina se han encontrado 17 especies de coral, unas 130 de moluscos, 267 de crustáceos y estrellas de mar.

### Aves

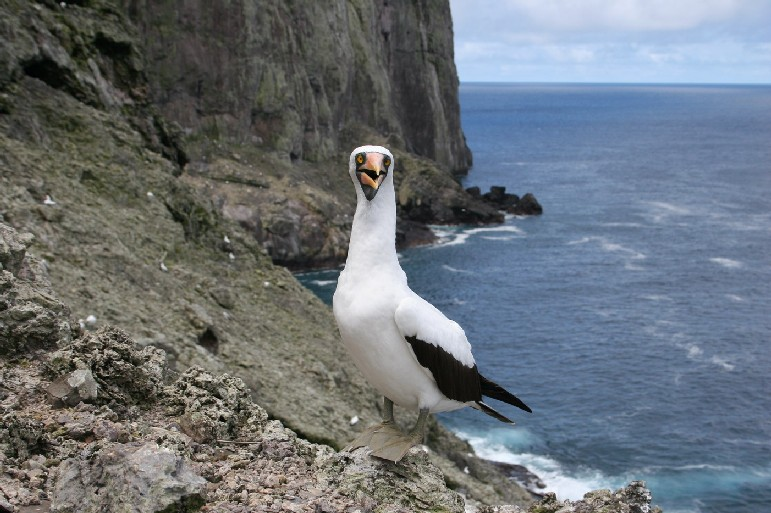
Un alcatraz de Nazca en las costas de Malpelo.

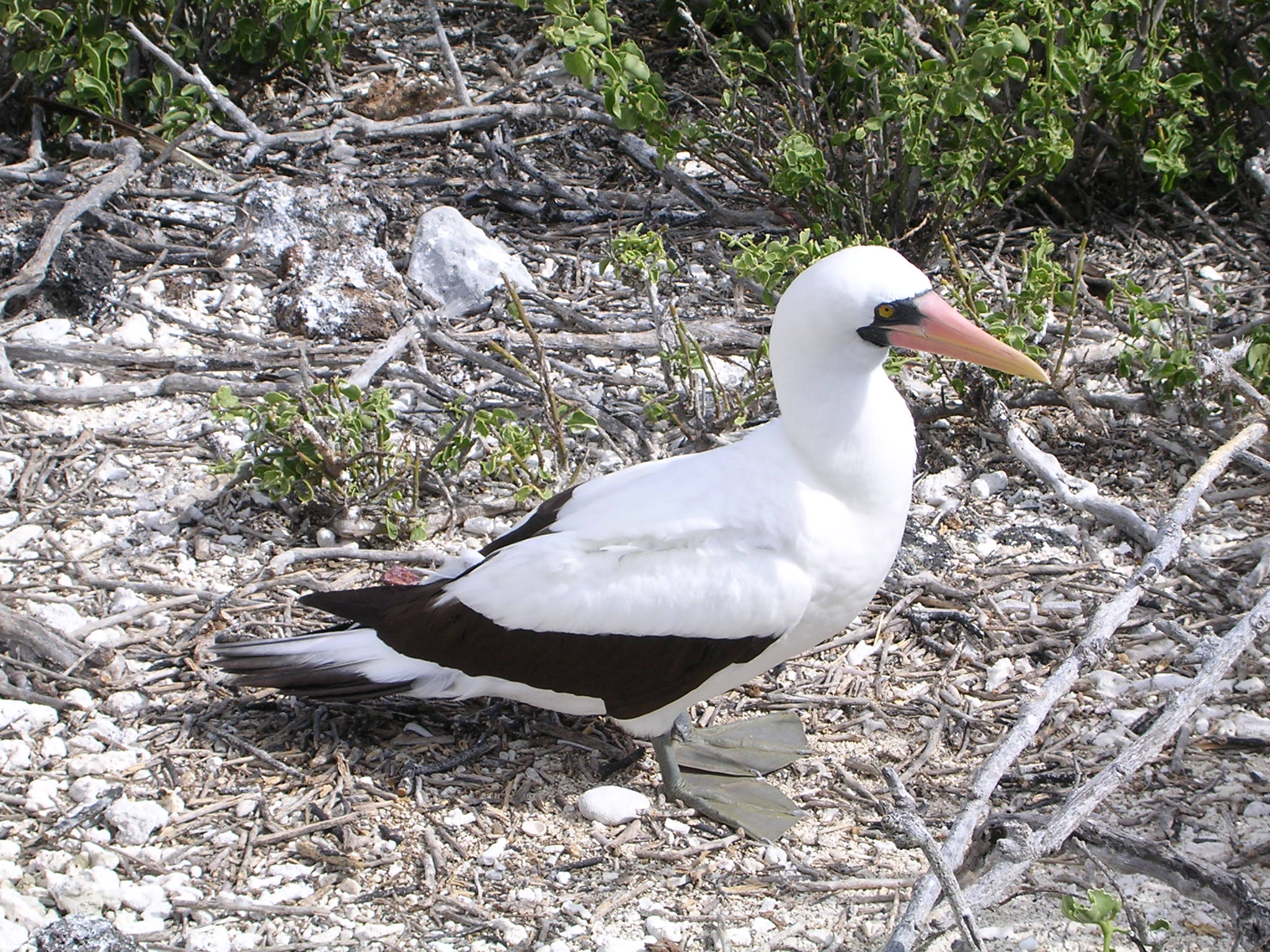
Alcatraz de Nazca.

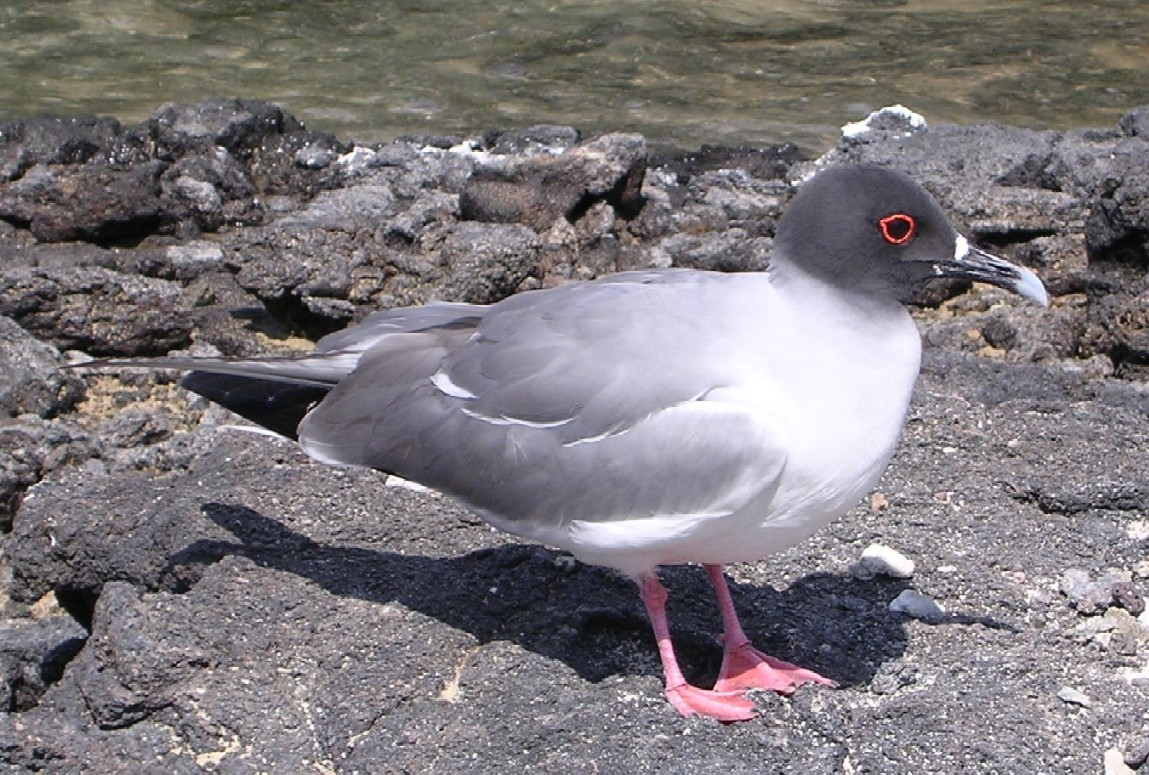
Gaviota de las Galápagos.

En Malpelo, está la colonia de nidificación de aves marinas más grande de Colombia, con una población total cercana a los 80.000 individuos. Se han reportado unas 60 especies de aves, tales como el alcatraz de Nazca (Sula granti), el piquero enmascarado (Sula dactylatra), el piquero patirrojo (Sula sula), las tiñosas común (Anous stolidus) y negra (Anous minutus), el gaviotín níveo (Gygis alba), la fragata rabihorcada (Fregata magnificens) y la gaviota de las Galápagos (Creagrus furcatus).

### Peces

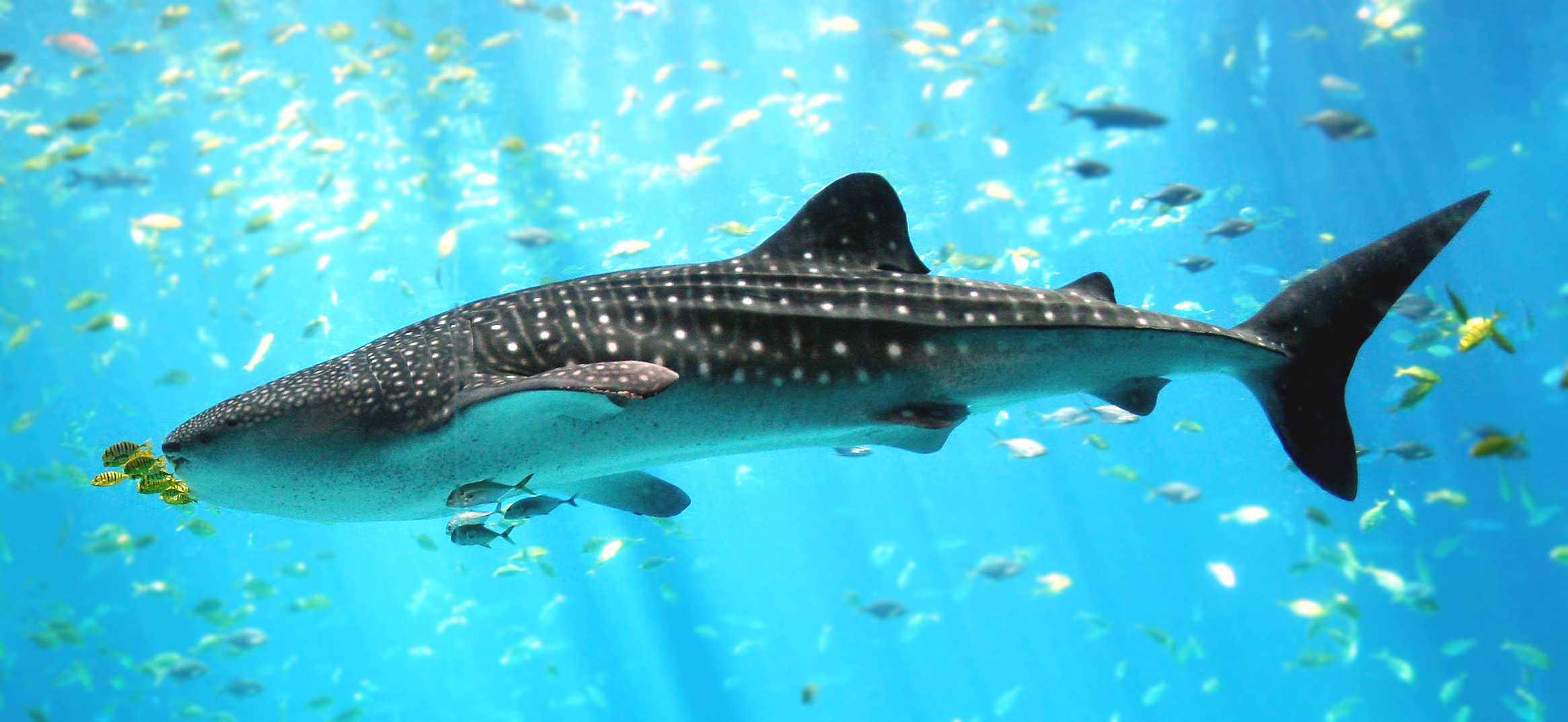
Tiburón ballena.

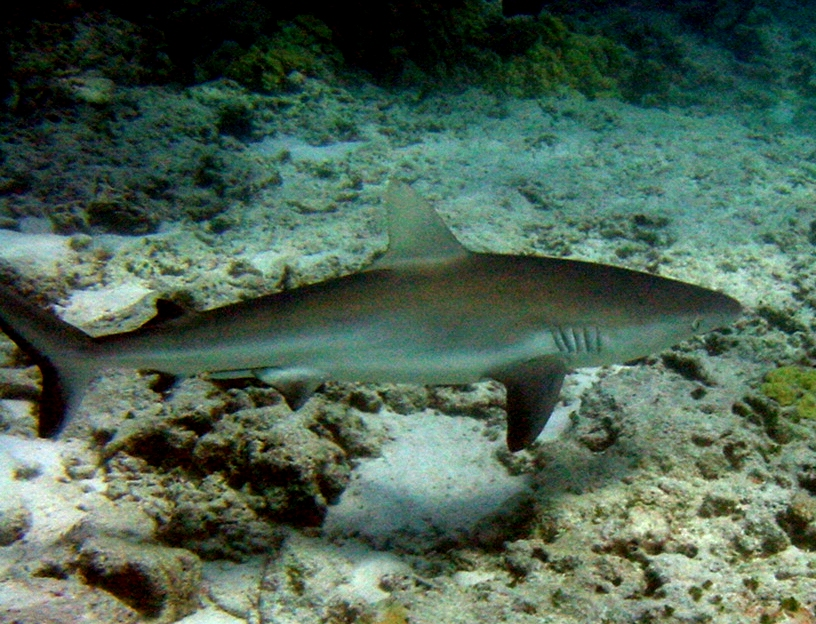
Tiburón de Galápagos

Se han encontrado en Malpelo 395 especies de peces, entre los que destacan Acanthemblemaria stephensi, Chriolepis lepidotus, Halichoeres malpelo, Axoclinus rubinoffi y Lepidonectes bimaculta, por ser especies endémicas.
La mayor parte son peces de arrecife rocoso y coralino. Se pueden observar grandes concentraciones de tiburones, entre ellos el tiburón martillo (Sphyrna mokarran) y ballena (Rhincodon typus), así como un grupo de tiburones de las profundidades (Odontaspis ferox).
También se han encontrado reptiles (principalmente tortugas marinas) y mamíferos marinos. La biomasa presente, es suficiente para alimentar a una colonia establecida de forma permanente de aproximadamente 20 delfines (Tursiops truncatus).

## Áreas protegidas

### Santuario de fauna y flora Malpelo
En 1995 el Gobierno de Colombia declaró a Malpelo como un área protegida en la categoría de Santuario de Fauna y Flora (SFF), y en el año 2002 fue reconocida como "Zona Marina Especialmente Sensible" ante la Organización Marítima Internacional (OMI); en ese año el área protegida fue ampliada y realinderada. El 12 de julio de 2006, la isla de Malpelo fue declarada Patrimonio de la Humanidad por los 21 países miembros de la Unesco reunidos en Vilna, Lituania.
- Extensión: 0,35 km² (35 ha) de superficie emergida y 38.756 ha de área marina.
- Año de creación del área protegida: 1995.
- Localización: está ubicada en el mar Colombiano, aproximadamente a 500 km hacia el occidente del puerto de Buenaventura.
- Temperatura: las aguas son generalmente cálidas, con una temperatura superficial entre 26 y 27 °C, aunque efectos locales de la Ensenada de Panamá, como aguas provenientes de surgencias, pueden presentar valores de hasta 18 °C, especialmente en los primeros meses del año.
- Vías de acceso: desde Buenaventura (Valle del Cauca), el recorrido en barco dura de 30 a 36 h, aproximadamente).

##### Objetivos de conservación del área
- Conservar áreas naturales poco intervenidas para la realización de investigaciones científicas, actividades recreativas y educación ambiental.
- Proteger espacios productores de bienes y servicios ambientales.
- Conservar y proteger los arrecifes coralinos y ecosistemas representativos del Santuario, así como la riqueza en fauna y flora.

### Distrito nacional de manejo integrado Yuruparí - Malpelo
- Extensión: 12370 ha de área marina

## Ecoturismo
Malpelo se ha convertido en un atractivo turístico bastante grande para los buzos de todo el mundo, quienes visitan este sitio frecuentemente y casi de manera permanente por la gran biodiversidad que se encuentra en el mundo submarino de esta isla. 

### Requisitos para los buzos
- Edad Mínima: 18 años de edad.
- Se requiere de un instructor o Divemaster calificado por cada 8 buzos.
- Pito "Dive Alert".
- Boya de rescate o "Salchichón", preferiblemente con línea y carrete
- Luz estroboscópica, linterna auxiliar permanente en el B.C.D
- Traje de Buceo, se recomienda traje de neopreno mínimo de 3 mm
- Computador de Buceo.
- Cada buzo debe tener su certificado de Buzo avanzado, con un mínimo de 30 inmersiones anotadas y firmadas en bitácora.

### Requisitos para embarcación
- Equipo de primeros auxilios completo.
- Oxígeno suficiente.
- Elementos de aseo biodegradables.
- Las basuras no biodegradables deben ser devueltas al continente.
- Los visitantes no podrán desembarcar en la isla ya que no existen caminos establecidos.
- Es responsabilidad de los operadores del barco hacer cumplir las normas.